# Vitamin Records
Vitamin Records is een Amerikaans platenlabel, dat in 1999 in Los Angeles werd opgericht als dochter van CMH Records.
Het label is vooral bekend van de covers uit de serie The String Quartet Tribute, die covers van bekende popgroepen uitbrengt met strijkkwartetten. 